# コマロフ文化

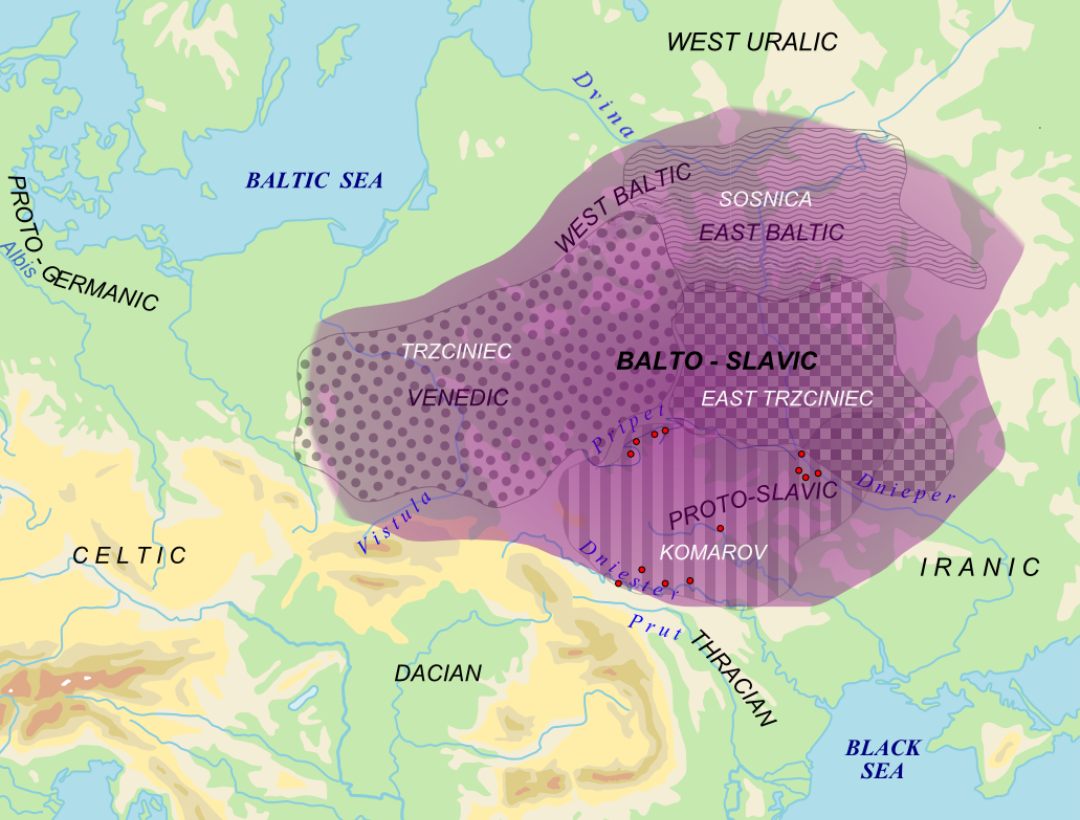
コマロフ文化（KOMALOV）。
北方にはトシュチニェツ文化の西部群（TRZCINIEC）と東部群（EAST TRZCINIEC）がある。

コマロフ文化（コマロフぶんか、英語: Komarov culture）は、ドニエストル川中流域に紀元前1500年から紀元前1200年にかけて存在した青銅器時代文化。
20戸あまりのそれぞれ一部屋からなる家屋が集まった村落跡が発掘されているが、そのほかの住居跡はあまり見つかっていない。主な遺跡は墓地。土葬で、木材や石材で蓋がしてあり、それを覆ってクルガン墳墓が築かれている。しかし、平らな火葬墓も見つかっている。ストーンサークル（環状列石）があるほか、壺などといった土器の丸い底部やクルガン墳墓の底部などといったものには太陽を模したと思われる意匠が施されており、これは太陽信仰があったことを示唆している。
埋葬の形態、冶金の技術、戦斧の形状、土器の特徴などから、コマロフ文化は、前の時代の縄目文土器文化の水平分布域のうち、このあたりの地方文化から発展したものと推定される。さらにこれらの遺物の特徴から、同時代のトシュチニェツ文化と深くかかわっている。このため一般的にコマロフ文化は、トシュチニェツ文化とともにトシュチニェツ・コマロフ文化複合の一部とみなされる。この文化複合のうちコマロフ文化は、プロト・スラヴ人あるいはトラキア人の、集団としての発展段階のひとつであろうと考えられている。この文化複合の伝統は、この後の時代に続くチェルノレス文化に受け継がれている。